# Беларуска операция (1941)
Беларуската операция, състояла се от 22 юни до 9 юли 1941 г. на територията на Беларус, е сред първите сражения между армиите на СССР и Нацистка Германия през Втората световна война.
Известна в съветската и руската историческа литература като Беларуска стратегическа отбранителна операция, а в германската като сражения при Бялисток и Минск, Беларуската операция се развива както много от сраженията в първите месеци след германското нападение срещу Съветския съюз – с обкръжаване и пленяване на значителен брой съветски бойци и окупиране на огромни територии от Вермахта.
Със завладяването на Беларус е постигната една от първите задачи на германската армия в плана за окупиране на европейската част на СССР (операция „Барбароса“). Въпреки внушителното си цифрово изражение (над 400 000 жертви и пленници от съветска страна), германският успех е нетраен. Човешките и материалните резерви на Съветския съюз остават значителни и това позволява на Червената армия да отвоюва Беларус през 1944 г.

## Сили и цели на двете страни

### Германия
Планът „Барбароса“ предвижда съсредоточаване на основните настъпателни усилия на Вермахта северно от Припятските блата, по най-краткото направление към Москва – през Минск и Смоленск. Затова тук са съсредоточени 40,2 % от всички дивизии (почти 53 % от всички танкови дивизии) от фронта между Баренцево и Черно море. Германското командване се стреми да разгроми бързо съветските войски, съсредоточени в Бялистокската издатина и в минското направление, за да си осигурят оперативен простор на изток. На преодоляването на съветските позиции при Бялисток се отдава особено значение, понеже те се издават силно на запад и са потенциална заплаха за фланговете и тила на немските войски, които трябва да настъпят в Прибалтика и в Украйна.
Група армии „Център“, командвана от генерал-фелдмаршал Федор фон Бок, е в състав две полеви армии – 4-та (командвана от генерал-фелдмаршал Гюнтер фон Клуге) и 9-а (начело с генерал-полковник Адолф Щраус), и две танкови групи – 2-ра (генерал-полковник Хайнц Гудериан) и 3-та (генерал-полковник Херман Хот), разпределени в общо пет моторизирани корпуса. Тези съединения, на свой ред, се състоят от 51 дивизии – 31 пехотни, 9 танкови, 6 моторизирани, 3 охранителни и 1 кавалерийска, плюс 2 моторизирани бригади. 44 от тези дивизии са съсредоточени в двете ударни групировки, които трябва да настъпят в дълбочина от 150 до 350 км, да обкръжат и унищожат червеноармейските части между Бялисток и Минск, след което да продължат към Смоленск. Северната ударна групировка, съставена от 3-та танкова група и 9-а армия, трябва да удари по съветските позиции северозападно от Гродно. Южната групировка, в състав 2-ра танкова група и 4-та армия, трябва да извърши пробив в района на Брест. Общият фронт на настъплението на двете групировки е 550 км. Числеността им е 820 000 войници (44,5 дивизии, 39 от които действат непосредствено срещу съветските сили от Западния специален военен окръг в Беларус). Те са подпомогнати от 1765 танка и щурмови оръдия (по други данни 2379) и 14 390 оръдия и миномета. Група армии „Център“ е поддържана от 2-ри въздушен флот на Луфтвафе (генерал-фелдмаршал Алберт Кеселринг), който разполага с 1677 самолета в началото на операцията, в т. ч. 980 бомбардировача, 530 изтребителя и 167 разузнавателни самолети.
За успеха на операцията германското командване възлага големи надежди на танковите групи, в които е събрана по-голямата част от танковете и щурмовите оръдия на група армии „Център“ – 1157 във 2-ра и 1048 в 3-та танкова група. Това са предимно леки танкове Панцер I (на брой 144), Панцер II (443) и Т-38 (т) (507). Броят на средните танкове Панцер III и Панцер IV е около 800 (съответно 550 и 259).

### СССР
Западният специален военен окръг (на руски език: Западный Особый военный округ, съкратено: ЗапОВО), с командващ армейски генерал Дмитрий Павлов и щаб в Минск, разполага с три армии – 3-та (командвана от генерал-лейтенант В. Кузнецов), 4-та (генерал А. Коробков), и 10-а (генерал-майор К. Голубев) по границата на Беларус на протежение от 470 км между Литовската и Украинската ССР. Зад тези три армии е поставена 13-а армия (генерал-майор П. Филатов), която на 22 юни 1941 г. е все още в стадий на формиране. Съветските войски са разпределени в 44 дивизии (в т. ч. 12 танкови, 6 моторизирани, 3 въздушно-десантни, 8 авиационни, 8 укрепени района – УР, и др.) в два ешелона (26 дивизии в първия, отстоящ на 50 – 100 км от границата, и 18 във втория, на 100 – 400 км от границата). При започването на „Барбароса“ 19 от 26-те дивизии на предната линия се намират в Бялистокската издатина. Мобилизацията на 12 от 18-те дивизии от втория ешелон не е приключила. Силите на ЗапОВО наброяват 673 000 бойци (по други данни 627 000), над 14 000 оръдия и миномети, 2900 танка (по други данни 3345), 1549 изправни самолета (от общо 1909).
Повечето съветски танкове са леки танкове модели Т-26, БТ-2, БТ-5 и БТ-7. Модерните тежки и средни танкове КВ-1, КВ-2 и Т-34 наброяват 431. Реално готови за сражение са 1700 машини. 35 % от всички танкове на ЗапОВО са произведени през 1931 – 1935 г., силно износени и с ограничен моторесурс.
Съветското командване е изготвило алтернативни планове за настъпление на вражеска територия или за прикриване на отстъплението, в случай на пробив в съветската отбрана.

## Сражението

### Погранични боеве
Немското нападение на 22 юни заварва Червената армия неподготвена. Голяма част от бронираната техника е унищожена от немските артилерия и авиация преди още да влезе в бой. Същото се случва и със съветската авиация – немски бомбардировачи нанасят удари едновременно по 26 летища и унищожават 738 самолета (около 40 % от самолетния парк на ЗапОВО), 528 от тях – на земята. Така Луфтвафе печели господство във въздуха. При вестта за понесените загуби командващият авиацията на ЗапОВО генерал Иван Копец се самоубива. Без подготвени укрепления и без координация помежду си, съветските сили водят насрещни боеве с настъпващите немци. Командването на Западния фронт (както е преименуван ЗапОВО след началото на бойните действия) губи връзка с цели дивизии. Успешно в съветския тил действат немски парашутисти.
В първия ден от войната ударните сили на група армии „Център“ напредват с 35, на места със 70 км. дълбоко в съветската отбрана западно от Гродно и южно от Брест. Съветската 10-а армия, разположена около Бялисток, е изложена на сериозна опасност от обкръжение.
Бързоподвижните бронирани части на Вермахта извършват пробиви на различни участъци от фронта и чрез дълбок обход прекъсват снабдяването на съветските войски. Пехотните корпуси напредват след танковете, унищожавайки опорните пунктове и затягайки обръча на обкръжението.

### Съветски контраатаки
Ставката на съветското Главно командване реагира, като заповядва контранастъпление срещу северната ударна групировка на германците. Командващият фронта генерал Павлов възлага тази задача на своя заместник, генерал-лейтенант Иван Болдин. За главна цел на контранастъплението е определен град Аугустов (днешна североизточна Полша). Между 22 и 25 юни конно-механизираната група на Болдин, в състав 6-и и 11-и механизиран корпус (общо около 1300 танка) и 36-а кавалерийска дивизия, води кръвопролитно сражение срещу два корпуса от 9-а германска армия в района на Гродно. Контраатаката е неуспешна, защото Болдин не разполага с достатъчно време и гориво, за да събере поверените му войски в съгласувани удари по противника. Съединенията губят връзка помежду си и търпят тежки загуби от германската авиация още при придвижването си към полесражението, атаки на Луфтвафе унищожават приблизително 70% от 36-а кавалерийска дивизия в рамките на 24 часа. Чрез умело маневриране на танковата група на Хот и благодарение на пълното си превъзходство във въздуха германците удържат победа – частите от съветската 3-та армия са принудени да отстъпят по левия бряг на река Неман на юг и югоизток, към Новогрудок, където са обкръжени. В 4-дневното сражение 11-и механизиран корпус от групата на Болдин, който наброява първоначално 32 000 бойци и 305 танка, остава с 600 души и 30 танка. Отстъпващите червеноармейци унищожават голяма част от бойната си техника, която не може да бъде изведена от полесражението поради недостиг на гориво. В съветската отбрана зейва пробойна с ширина от 130 км. В същото време (23 – 25 юни) се проваля и опитът за съветски контраудар по южната ударна групировка на немците. Генерал Павлов прехвърля резерви за спиране на немското настъпление от югозапад, но без никаква полза.

### Обкръжаване и разгром на съветските армии
Към 25 юни вечерта немските танкови съединения проникват на 200 – 250 км навътре в Съветския съюз. Голяма част от съветските военни складове са унищожени от отстъпващите червеноармейци или са завзети от германците. Така Западният фронт губи между 50 и 90 на сто от запасите с гориво, боеприпаси, фураж и пр. В резултат на това през следващите дни и седмици боеспособността на съветските войски и резерви е сериозно отслабена.
Същия ден (25 юни) Ставката нарежда на генерал Павлов да отстъпи от Бялисток, за да избегне обкръжение, но тази заповед идва твърде късно – 3-та и 10-а армия вече са почти напълно обкръжени. На 27 юни двете немски танкови групи (2-ра и 3-та) се съединяват пред Минск. На следващия ден (28 юни) градът е завзет след тежки боеве, в които немците губят 100 танка. Между Бялисток и Волковиск и на западните подстъпи към Минск се образуват няколко „котела“, в които са обкръжени съветски войски. Макар и без снабдяване и връзка помежду си, те продължават ожесточената съпротива срещу немците. Унищожаването им е поверено на 2-ра армия на генерал-полковник Максимилиан фон Вайхс, чието управление е привлечено от резерва на главното командване на сухопътните войски ОКХ и включва пехотните сили на разформированата 4-та армия.
На 28 юни Ставката започва да формира отбранителна линия между горните течения на реките Западна Двина и Днепър (Краслава – град Дисна – Полоцк – Витебск – Орша – Днепър). Тук започват да се съсредоточават четири армии (24 дивизии). Поддържайки високо темпо на настъпление, командирите на германските танкови войски (Гудериан и Хот) се стремят да попречат на противника си да се съвземе и реорганизира отбраната си. Въпреки ожесточената съпротива на съветските войски в боевете при Бобруйск (превзет на 30 юни) германските 2-ра и 3-та танкова група (координирани от командващия 4-та армия Клуге) прекосяват река Березина и излизат на изгодни позиции за форсиране на Западна Двина и Днепър. В резултат на танковото сражение при Сенно между 6 и 10 юли съветските 5-и и 7-и механизиран корпус са разбити (губят 832 танка), но забавят германците (39-и моторизиран корпус от 2-ра танкова група и 47-и моторизиран корпус от 3-та танкова група) и дават възможност на съветските резерви да укрепят позициите си за отбрана на Смоленск.
Междувременно Йосиф Сталин провежда чистка на командването на Западния фронт. На 30 юни генерал Павлов е снет от длъжност и заменен с генерал-лейтенант Андрей Ерьоменко. Само два дни по-късно начело на фронта е назначен от маршал Семьон Тимошенко. Това не помага на съветските войски, обкръжени между Бялисток и Минск. В края на юни и първите дни на юли част от тях си пробиват път на изток, но много не успяват. Към 9 юли съпротивата на обкръжените части е преодоляна. Значителен брой съветски бойци попадат в германски плен.

## Равносметка
В Беларуската операция съветският Западен фронт търпи съкрушително поражение и отстъпва на врага по-голямата част от Беларус. Напълно разгромени са двадесет и четири дивизии. Други двадесет дивизии губят между 30 и 90 % от потенциала си. По сведения от руските архиви, човешките загуби на Червената армия в боевете около Бялисток, Гродно, Брест и Минск възлизат на близо 418 000 души. В т. ч. безвъзвратните загуби (убити, пленени) са 341 000. Материалните загуби включват 9427 оръдия, 4799 танка и 1797 самолета, огромни запаси от гориво и материали. Донесенията на германските войски от фронта съдържат някои разминавания от тези данни. По немски данни само пленниците от съветска страна наброяват 332 000.
Вермахтът напредва с 450 – 600 километра на изток към Москва, но заплаща за това с около 40 000 души, 708 самолета и голям брой танкове (половината от бойните машини на 3-та танкова група излизат извън строя към 4 юли, отчасти поради аварии по труднопроходимите местности).
За период от три години (до Операция Багратион) Беларус попада под нацистка окупация. Въпреки това съпротивата не спира. Хиляди съветски бойци, които по време на сраженията през юни и юли 1941 г. не успяват да си пробият път на изток, но и не падат в плен, формират партизански отряди и спомагат за освобождаването на страната от нацистите през 1944 г.
За поражението през 1941 г. са обвинени офицери от висшия команден състав на Западния фронт. На 22 юли 1941 г. Военната колегия на Върховния съд на СССР осъжда вече бившия командир на фронта Дмитрий Павлов, бившия началник на щаба му генерал-майор Владимир Климовских, бившия началник на комуникациите във фронта генерал-майор Андрей Григориев и бившия командир на 4-та армия Александър Коробков на смърт по обвинения в „страхливост, бездействие и съзнателно разваляне на управлението на войските“. През октомври същата година е разстрелян и генерал Николай Клич , бивш началник на артилерията на Западния фронт. Петимата са реабилитирани след смъртта на Сталин, през 1956 – 1958 г.